# Guido Zendron
Guido Zendron (* 7. März 1954 in Lisignago, Provinz Trient, Italien) ist ein römisch-katholischer Geistlicher und Bischof von Paulo Afonso.

## Leben
Guido Zendron empfing am 26. Juni 1978 das Sakrament der Priesterweihe für das Erzbistum Trient.
Am 12. März 2008 ernannte ihn Papst Benedikt XVI. zum Bischof von Paulo Afonso. Der Erzbischof von São Salvador da Bahia, Geraldo Majella Kardinal Agnelo, spendete ihm am 17. Mai desselben Jahres die Bischofsweihe; Mitkonsekratoren waren der Weihbischof in São Salvador da Bahia, João Carlos Petrini, und der Erzbischof von Trient, Luigi Bressan. Die Amtseinführung erfolgte am 25. Mai 2008.